# Kanton Morsang-sur-Orge
Kanton Morsang-sur-Orge is een voormalig kanton van het Franse departement Essonne. Kanton Morsang-sur-Orge maakte deel uit van het arrondissement Évry en telde 28.409 inwoners (1999). Het werd opgeheven bij decreet van 24 februari 2014, met uitwerking op 22 maart 2015.

## Gemeenten
Het kanton Morsang-sur-Orge omvatte de volgende gemeenten:
- Fleury-Mérogis
- Morsang-sur-Orge (hoofdplaats)